# سیبروک (تگزاس)
سیبروک، تگزاس(به انگلیسی: Seabrook, Texas) شهری در ایالت تگزاس از ایالات جنوبی ایالات متحده آمریکا است. در سرشماری سال ۲۰۰۰، جمعیت این شهر ۹۴۴۳ نفر اعلام شد.